# Поляков (Самарская область)
 Поляков  — посёлок в Большечерниговском районе Самарской области, административный центр сельского поселения Поляков. 

## География
Находится на расстоянии примерно 16 километров по прямой на юг от районного центра села Большая Черниговка.

## История
Посёлок основан в 1909 году. Назван по фамилии хозяина мельницы, построенной в нём. До строительства мельницы назывался Ново-Никольским.

## Население
Постоянное население составляло 599 человек в 2002 году (русские 30 %, казахи 50 %) ,  623 в 2010 году.

## Инфраструктура
В посёлке располагаются детский сад, школа, интернат, фельдшерско-акушерский пункт, сельский дом культуры, магазины, столовая, почта.